# Nicola Vaccai
Nicola Vaccai (tudi Vaccaj), italijanski operni skladatelj in pedagog, * 15. marec 1790, Tolentino, Italija, † 5. avgust 1848, Pesaro, Italija.

## Življenje
Študiral je glasbo in v Rimu tudi pravo. V Neaplju je postal učenec Giovannija Paisiella. Kot skladatelj je poznan prevsem po svojih operah, ki jih je uprizarjal v Benetkah, Parmi, Londonu ...
Leta 1838 je postal direktor milanskega konservatorija in profesor kompozicije.
Še danes pa je Vaccai poznan po svojih učbenikih za solopetje. Leta 1832 je tako izdal priročnik z naslovom Metodo pratico de canto, ki ga še danes ponekod uporabljajo pri pouku solopetja. 

## Opere (izbor)
- Puščavnik na Škotskem (1815)
- Malvina (1816)
- Peter Veliki (1824)
- Julija in Romeo (1825)
- Bianca iz Messine (1826)
- Giovanna d'Arco (1827)
- Saladino in Klotilda (1828)
- Giovanna Grey (1836)
- Marco Visconti (1838)
- Messinska nevesta (1839)
- Virginia (1845)